# Říman (holub)
Říman je plemeno holuba domácího, šlechtěné na co největší velikost. Rozpětí křídel římanů často dosahuje přes jeden metr, u výstavních jedinců se požaduje minimálně 96 cm. Je to velmi špatný letec, vhodný do voliérových chovů.
Říman se proporcemi a tvarem podobá holubovi skalnímu. Je pro něj typický značný vzrůst a především délka těla. Trup je značně dlouhý a téměř vodorovně nesený. Hlava je velká, kulatá, oči jsou u všech barevných rázů perlové. Hruď římanů je velmi široká, mohutná a dobře vyklenutá. Křídla jsou velmi dlouhá, nesená na ocase, a u toho plemene je častý otevřený hřbet, křídla jej nekryjí. Nohy jsou krátké, běháky a prsty neopeřené.
Říman se chová jen v omezeném počtu barevných a kresebných rázů. Chová se především v barvě bílé, dále v celobarevných pruhových rázech, jako je říman hnědopruhý a v rázu modrém, černém, červeném a žlutém. Kromě pruhové kresby bývají římani též kapratí, existují straci a stříkaní holubi v již zmíněných barvách.
Říman je především okrasné plemeno, u kterého se hodnotí hlavně hmotnost, tělesný rámec a rozpětí křídel. Je možné ho použít i v užitkovém chovu, ale jen ke křížení s jinými masnými plemeny holubů k produkci kříženců, holubích brojlerů.

## Galerie

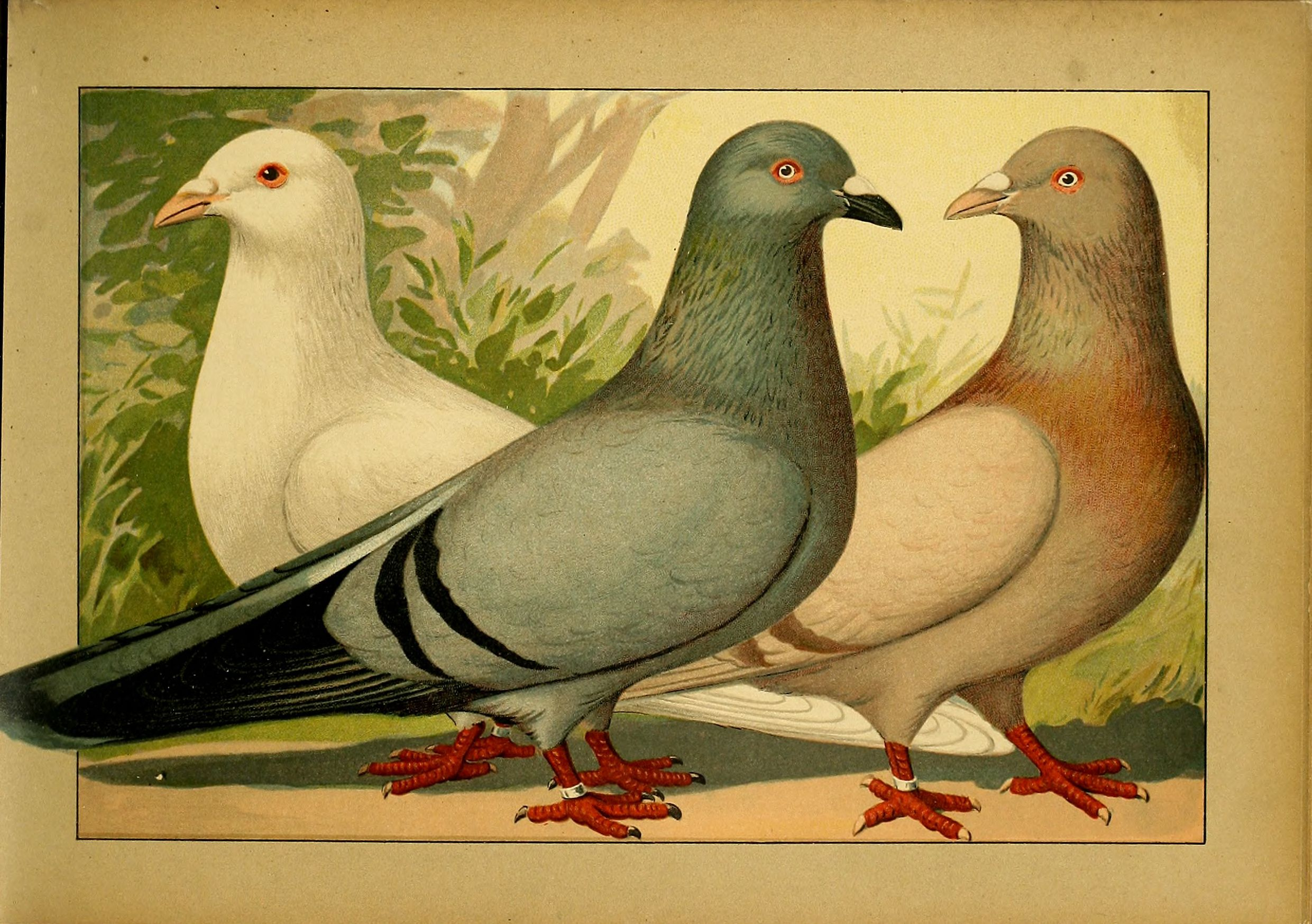
Rázy holuba římana, zleva doprava: bílý, modrý pruhový, hnědopruhý
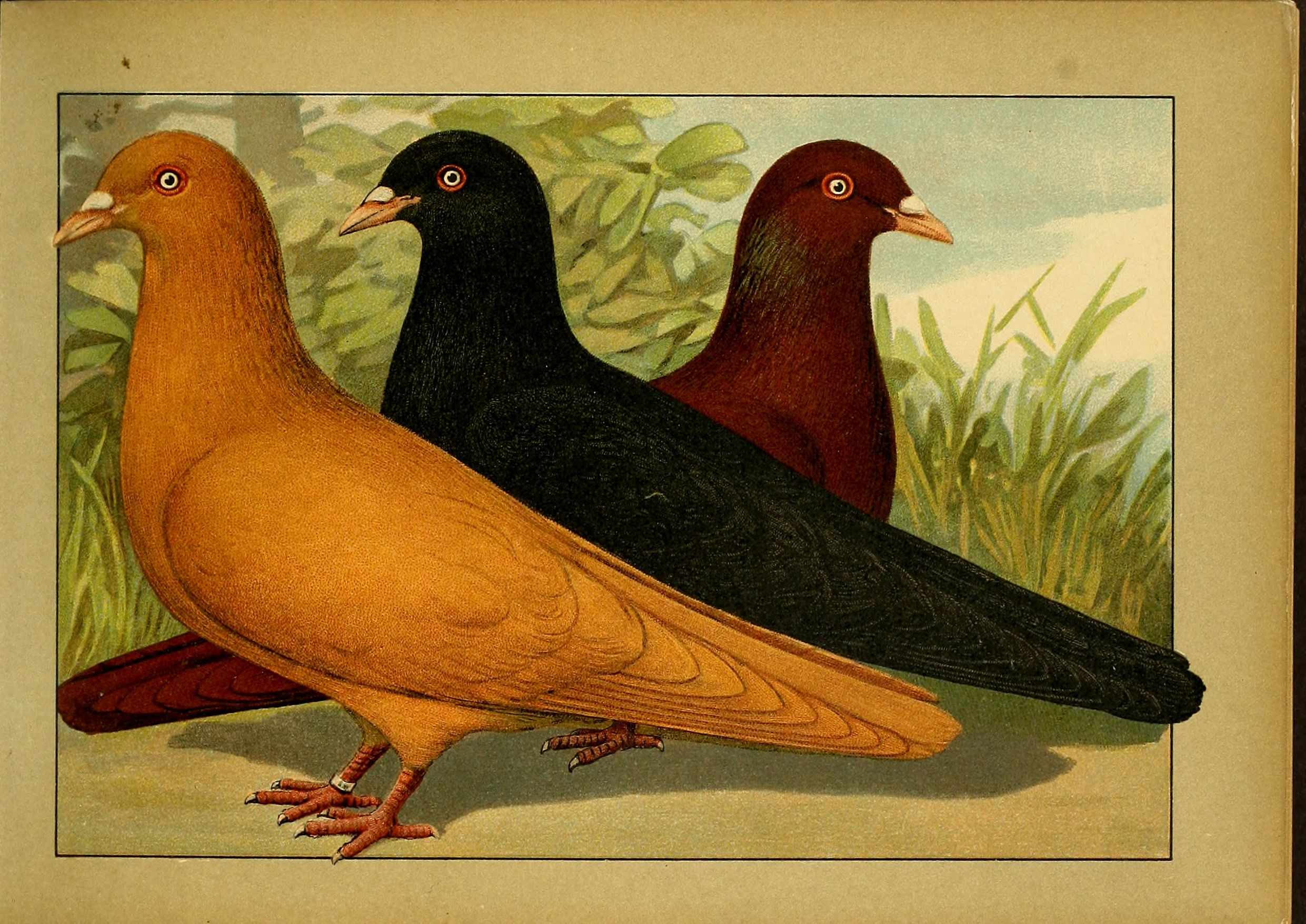
Rázy holuba římana, zleva doprava: celobarevný žlutý, černý, červený